# Kolej Krakowsko-Górnośląska

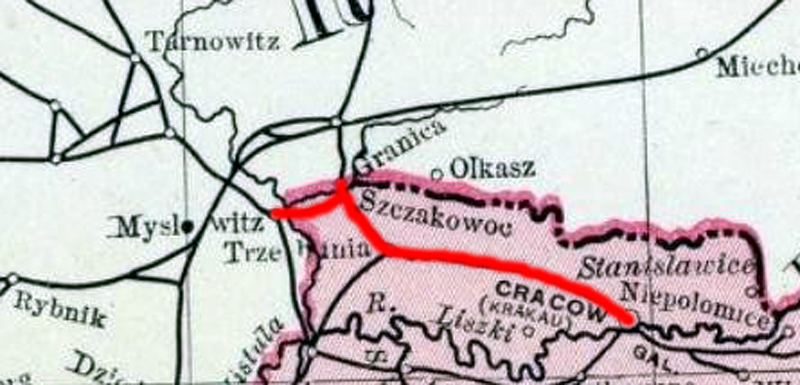
Kolej Krakowsko-Górnośląska

Kolej Krakowsko-Górnośląska (niem. Krakau-Oberschlesische Eisenbahn) – kolej austro-węgierska w Galicji łącząca Kraków z Górnośląskim Zagłębiem Węglowym w Królestwie Prus w Cesarstwie Niemieckim i z Imperium Rosyjskim.
13 października 1847 Towarzystwo Kolei Krakowsko-Górnośląskiej uruchomiło pierwszą w Galicji linię kolejową łączącą Kraków z Jaworznem Szczakową, a w 1848 r. powstało odgałęzienie ze Szczakowej do Maczków. W Mysłowicach kolej łączyła się z pruską Koleją Górnośląską, a w Maczkach (Granica) z budowaną wówczas Koleją Warszawsko-Wiedeńską w Imperium Rosyjskim.